# Alexander Kerst
Alexander Kerst, accreditato talvolta anche come Alexander Kertz, all'anagrafe Friedrich Alexander Kerszt (Kralup an der Moldau, 23 febbraio 1924 – Monaco di Baviera, 9 dicembre 2010), è stato un attore e doppiatore austriaco.
Considerato tra i "pionieri" della televisione in lingua tedesca, tra grande e - soprattutto - piccolo schermo, partecipò ad oltre 140 differenti produzioni (tra cui un centinaio solo in televisione, a partire dall'inizio degli anni cinquanta. Nel corso della sua carriera, interpretò soprattutto ruoli di ufficiali, nobili, gentlemen inglesi, ecc.; tra i suoi ruoli più noti, figurano, tra l'altro, quello dello Dottor Sever nella serie televisiva Gewagtes Spiel (1964-1967), quello di Deichmann nella serie televisiva L'eredità dei Guldenburg (1990), quello di Gorm Vanderberg nella miniserie televisiva Die Patriarchin, ecc.
Come doppiatore, prestò la propria voce ad attori quali Joss Ackland, Hume Cronyn, Charlton Heston, Robert Hundar, Martin Landau, Lee Linder, Robert Mitchum, Yves Montand, Fernando Rey, Massimo Serato, Jiří Sovák, e Bill Vanders.

## Filmografia parziale

### Cinema
- Abenteuer in Wien (1952)
- Flucht ins Schilf (1953)
- Die Toteninsel (1955)
- Ciske - Ein Kind braucht Liebe (1955)
- Suchkind 312 (1955)
- Geliebte Corinna (1956)
- L'avamposto degli Stukas /(1957)
- Le veneri del peccato (1958)
- Il caso difficile del Commissario Maigret (1966)
- 48 Stunden bis Acapulco (1967)
- Warum die UFOs unseren Salat klauen (1980)
- Marie Ward - Zwischen Galgen und Glorie (1985)

### Televisione
- Falsch verbunden - film TV (1955)
- Der Mörder kommt um elf - film TV (1956)
- Liebe und Tennis - film TV (1958)
- Stahlnetz - serie TV, 1 episodio (1958)
- Am grünen Strand der Spree - miniserie TV (1959)
- Gewagtes Spiel - serie TV, 26 episodi (1964-1967)
- Odysseus auf Ogygia - film TV (1968)
- Ein ehrenwerter Herr - film TV (1968)
- Der Fall Liebknecht-Luxemburg - film TV (1969)
- Eine unwürdige Existenz - film TV (1971)
- Das Messer - miniserie TV (1971)
- Pater Brown - serie TV, 1 episodio (1972)
- Eine Frau bleibt eine Frau - serie TV, 1 episodio (1972)
- Tatort - serie TV, 2 episodi (1974-1977)
- Wie starb Dag Hammerskjöld? - film TV (1975)
- L'ispettore Derrick - serie TV, ep. 02x11, regia di Helmuth Ashley (1975)
- Kann ich noch ein bisschen bleiben? - film TV (1976)
- L'ispettore Derrick - serie TV, ep. 04x06, regia di Alfred Vohrer (1977)
- Notarztwagen 7 - serie TV, 1 episodio (1977)
- Der Anwalt - serie TV, 1 episodio (1977)
- Il commissario Köster (Der Alte) - serie TV, 3 episodi (1978-1984)
- Kreuzfahrten eines Globetrotters - serie TV, 1 episodio (1981)
- Mozart - miniserie TV (1982)
- Venti di guerra - miniserie TV (1983)
- Gestern bei Müllers - serie TV, 1 episodio (1983)
- Der Tod aus dem Computer - film TV (1985)
- Krimistunde - serie TV, 1 episodio (1985)
- L'eredità dei Guldenburg - serie TV, 8 episodi (1987-1990)
- L'ispettore Derrick - serie TV, ep. 16x10, regia di Helmuth Ashley (1989)
- E Caterina... regnò - film TV (1991)
- L'amore che non sai - serie TV (1992)
- L'ispettore Derrick - serie TV, ep. 19x07, regia di Helmuth Ashley (1992)
- Clara - miniserie TV (1993)
- Anna - Im Banne des Bösen - film TV (1995)
- Hallo, Onkel Doc! - serie TV, 1 episodio (1996)
- Padre papà - film TV (1998)
- Il cielo sotto il deserto - film TV (1998)
- SOKO 5113 - serie TV, 1 episodio (2000)
- Rosamunde Pilcher - Wind über dem Fluss - film TV (2001)
- Die Patriarchin - miniserie TV (2005)
- Verbrechen, die Geschichte machten - serie TV, 1 episodio (2005)
- Silberhochzeit - film TV (2006)